# Daniela Schreiber
Pour les articles homonymes, voir Schreiber.
Daniela Schreiber, née le 26 juin 1989 à Dessau, est une nageuse allemande. Elle est spécialiste des épreuves de nage libre.

## Palmarès

### Championnats du monde

#### En grand bassin
- Championnats du monde 2009 à Rome (Italie) :
  -  Médaille d'argent au titre du relais 4 × 100 m nage libre.
  -  Médaille de bronze au titre du relais 4 × 100 m 4 nages[Note 1].
- Championnats du monde 2011 à Shanghai (Chine) :
  -  Médaille de bronze au titre du relais 4 × 100 m nage libre.

### Championnats d'Europe

#### En grand bassin
- Championnats d'Europe 2010 à Budapest (Hongrie) :
  -  Médaille d'or au titre du relais 4 × 100 m nage libre.
- Championnats d'Europe 2012 à Debrecen (Hongrie) :
  -  Médaille d'or au titre du relais 4 × 100 m nage libre.
  -  Médaille d'or au titre du relais 4 × 100 m 4 nages[Note 1].
  -  Médaille de bronze du 100 m nage libre.

#### En petit bassin
- Championnats d'Europe 2008 à Rijeka (Croatie) :
  -  Médaille de bronze au titre du relais 4 × 50 m nage libre.
- Championnats d'Europe 2009 à Istanbul (Turquie) :
  -  Médaille de bronze au titre du relais 4 × 50 m nage libre.
- Championnats d'Europe 2010 à Eindhoven (Pays-Bas) :
  -  Médaille d'argent au titre du relais 4 × 50 m nage libre.
- Championnats d'Europe 2011 à Szczecin (Pologne) :
  -  Médaille d'or au titre du relais 4 × 50 m nage libre.

## Records personnels
Ces tableaux détaillent les records personnels de Daniela Schreiber en grand et petit bassin.
| Épreuve          | Temps   | Compétition                   | Lieu              | Date       |
| 50 m nage libre  | 25 s 30 | Championnats d'Allemagne 2012 | Berlin, Allemagne | 13/05/2012 |
| 100 m nage libre | 53 s 76 | Championnats du monde 2009    | Rome, Italie      | 30/07/2009 |

| Épreuve          | Temps   | Compétition         | Lieu              | Date       |
| 50 m nage libre  | 24 s 28 | Coupe du monde 2011 | Berlin, Allemagne | 22/10/2011 |
| 100 m nage libre | 52 s 37 | Coupe du monde 2011 | Berlin, Allemagne | 23/10/2011 |